# Ciron
Ciron – miejscowość i gmina we Francji, w Regionie Centralnym, w departamencie Indre.
Według danych na rok 1990 gminę zamieszkiwało 529 osób, a gęstość zaludnienia wynosiła 9 osób/km² (wśród 1842 gmin Regionu Centralnego Ciron plasuje się na 660. miejscu pod względem liczby ludności, natomiast pod względem powierzchni na miejscu 53.).